# Oskar von Hinüber (Indologe)
Oskar Leuer Max von Hinüber (* 18. Februar 1939 in Hannover) ist ein deutscher Indologe.

## Leben
Oskar von Hinüber studierte von 1960 bis 1966 in Tübingen, Erlangen und Mainz, wo er 1966 promoviert wurde. Anschließend war er an der Universität Mainz als Assistent und nach seiner Habilitation 1973 als Professor tätig. Von 1981 bis zu seiner Emeritierung im Jahr 2006 war von Hinüber Professor für Indologie an der Universität Freiburg. Mit seinem Ausscheiden am 31. März 2006 wurde die Stelle dort gestrichen.
Im Laufe seiner wissenschaftlichen Laufbahn hatte er Gastprofessuren an der Universität Wien 1984, am Collège de France 1996, der University of Oxford 1996, der Sorbonne 2002 und dem International College for Postgraduate Buddhist Studies 2008 inne.

## Mitgliedschaften (Auswahl)
- 1984–1994  2. Vorsitzender der Deutschen Morgenländischen Gesellschaft
- 1993 Ordentliches Mitglied der Mainzer Akademie der Wissenschaften und der Literatur[1]
- 1995–2002 Generalsekretär der International Association of Buddhist Studies
- 1996 Korrespondierendes Mitglied der Österreichischen Akademie der Wissenschaften
- 1996 Vorstandsmitglied der Pali Text Society
- 2007–2010 Präsident der International Association of Buddhist Studies
- 2008 Auswärtiges Mitglied (associé étranger) der Académie des inscriptions et belles-lettres[2]

## Veröffentlichungen (Auswahl)
- Studien zur Kasussyntax des Pāli, besonders des Vinaya-Pitaka (= Münchener Studien zur Sprachwissenschaft. Beihefte, Neue Folge, Band 2). Kitzinger, München 1968.
- Das ältere Mittelindisch im Überblick (= Österreichische Akademie der Wissenschaften. Philosophisch-Historische Klasse. Sitzungsberichte. Band 467 / Veröffentlichungen der Kommission für Sprachen und Kulturen Südasiens. Heft 20). Verlag der Österreichischen Akademie der Wissenschaften, Wien 1986, ISBN 3-7001-0761-7.
- A handbook of Pāli literature (= Indian philology and South Asian studies. Band 2). Walter de Gruyter, Berlin/New York 1996, ISBN 3-11-014992-3.
- Studien zur Literatur des Theravāda-Buddhismus (= Akademie der Wissenschaften und der Literatur Mainz: Abhandlungen der Geistes- und Sozialwissenschaftlichen Klasse. Jahrgang 1998, Nummer 7 und Jahrgang 1999, Nummer 6). Franz Steiner, Stuttgart 1998–1999, ISBN 3-515-07342-6 und ISBN 3-515-07534-8.
- Die Palola Ṣāhis. Ihre Steininschriften, Inschriften auf Bronzen, Handschriftenkolophone und Schutzzauber. Materialien zur Geschichte von Gilgit und Chilas (= Antiquities of Northern Pakistan, Reports and Studies. Band 5). Philipp von Zabern, Mainz 2004, ISBN 3-8053-3482-6.
- Indiens Weg in die Moderne. Geschichte und Kultur im 19. und 20. Jahrhundert (= Geisteskultur Indiens. Texte und Studien. Band 6). Shaker, Aachen 2005, ISBN 3-8322-3647-3.
- Kleine Schriften. Herausgegeben von Harry Falk (Band 1–3), Walter Slaje (Band 1–3) und Haiyan Hu-von Hinüber (Band 3) (= Glasenapp-Stiftung. Band 47 und 49). Harrassowitz, Wiesbaden 2009–2019, ISBN 978-3-447-05850-6 (Teil 1 und 2), ISBN 978-3-447-11156-0 (Teil 3).
- Die Pali-Handschriften des Klosters Lai Hin bei Lampang in Nord-Thailand (= Akademie der Wissenschaften und der Literatur Mainz: Veröffentlichungen der Indologischen Kommission. Band 2). Harrassowitz, Wiesbaden 2013, ISBN 978-3-447-06896-3.